# Vol de carburant
Le vol de carburant est un acte consistant à quitter une station service après s'être servi en carburant sans l'avoir payé, ou bien de puiser directement sur le réservoir d'un autre véhicule.
Cette pratique peut être motivée pour de multiples raisons, allant du trafic organisé, jusqu'aux simples particuliers, estimant pour certains ne simplement plus pouvoir payer le carburant. Dans ce dernier cas, la volonté de récupérer du carburant à tout prix peut prendre des tournures dramatiques, notamment en allant tenter de se servir dans une fuite du liquide inflammable.

## Mode opératoire
Différents modes opératoires sont utilisés par les malfaiteurs afin de parvenir à leurs fins. Il peut consister au vol des cartes d'entreprises, au siphonnage du réservoir d'autres véhicules ou à l'utilisation de dispositifs dans les stations services permettant de récupérer l'essence gratuitement.

## Conséquences

### Judiciaires
En France, l'article 313-5 du Code Pénal dispose que la filouterie, incluant notamment le vol de carburant, est punie de six mois d'emprisonnement et de 7 500 euros d'amende.

### Préventives
La recrudescence des vols de carburant pousse les entreprises comme les particuliers à s'en protéger. Des dispositifs de dissuasion tel que des caméras ou des projecteurs dans les stations services, ou des alarmes sur les réservoirs des véhicules sont parfois installés.

### Accidentelles
Dans le cas de personnes cherchant à récupérer du carburant par tous les moyens, certaines vont jusqu'à prendre de grands risques pour en obtenir, notamment en tentant d'exploiter l'opportunité d'une fuite ce qui peut amener à des conséquences dramatiques telles que des incendies voire une explosion de la source. L'exemple le plus récent de ce type d'accident est l'explosion de l'oléoduc Tuxpan-Tula à Tlahuelilpan,.